# Zemská slovenská samospráva v Maďarsku
Zemská slovenská samospráva v Maďarsku, oficiálně maďarsky Országos Szlovák Önkormányzat (OSZÖ), slovensky Celoštátna slovenská samospráva v Maďarsku (CSSM), je kulturní a politická organizace slovenské národnostní menšiny žijící na území současného Maďarska.

## Historie a poslání
Zemská slovenská samospráva provozuje slovenské kulturně–osvětové instituce jako divadlo, dokumentační a pedagogické centrum, Výzkumný ústav Slováků v Maďarsku, vzdělávací instituce včetně pěti školy se slovenským vyučovacím jazykem, neziskovou veřejně prospěšnou společnost a veřejně prospěšnou nadaci pro maďarské Slováky. Mottem samosprávy je: "Společně za náš jazyk, za naši kulturu!"

## Samospráva ve městech a obcích
| - Slovenská menšinová samospráva hlavního města Budapešti (Fővárosi Szlovák Kisebbségi Önkormányzat) - II. obvod Lipótmező - III. obvod Óbuda-Békásmegyer - IV. obvod Újpest - V. obvod Belváros-Lipótváros - VI. obvod Terézváros - VIII. obvod Józsefváros - IX. obvod Ferencváros - XI. obvod Újbuda - XII. obvod Hegyvidék - XIII. obvod Angyalföld - XIV. obvod Zugló - XVI. obvod Árpádföld - XVII. obvod Rákosmente - XX. obvod Pesterzsébet - Dunaegyháza - Kiskőrös (Malý Kereš) - Miske - Békés - Békéscsaba (Békešská Čaba) - Csabacsüd - Csabaszabadi - Csorvás - Elek - Gerendás - Kardos - Kétsoprony - Kondoros - Medgyesegyháza - Mezőberény - Nagybánhegyes - Örménykút - Szarvas - Telekgerendás - Tótkomlós (Slovenský Komlóš) - Alsóregmec - Bükkszentkereszt - Füzér - Hollóháza - Kishuta (Mala Huta) - Mikóháza - Miskolc - Pálháza - Répáshuta - Sátoraljaújhely (Nové Mesto pod Šiatrom) - Vágáshuta - Ambrózfalva - Pitvaros - Szeged - Bakonycsernye - Mátraszentimre - Kisnána | - Dorog - Kesztölc - Mogyorósbánya - Oroszlány - Piliscsév - Pilisszentlélek - Sárisáp - Tardos - Tatabánya - Vértesszőlős - Alsópetény - Bánk - Bér - Egyházasdengeleg - Erdőkürt - Felsőpetény - Galgaguta - Legénd - Lucfalva - Mátraalmás - Nézsa - Nógrád - Nógrádsáp - Ősagárd - Rétság - Salgótarján - Sámsonháza - Szügy - Terény - Vanyarc - Acsa - Albertisa - Csobánka - Csomád - Csömör - Csővár - Dabas-Sári - Ecser - Galgagyörk - Isaszeg - Kerepes - Kistarcsa - Kóspallag - Maglód - Nagytarcsa - Péteri - Pilis - Piliscsaba - Pilisszántó - Pilisszentkereszt (Mlynky) - Pilisszentlászló - Püspökhatvan - Sóskút - Sződ - Tárnok - Vác - Vácegres - Nyíregyháza - Jásd - Szápár |

## Osobnosti

### Předsedové samosprávy
- 1999 – 2014: János Fuzik
- 2014 – současnost: Erzsébet Hollerné Racskó (Alžbeta Hollerová Račková)[2]

### Parlamentní menšinový mluvčí
Na základě zákona mohou národnostní a etnické menšiny volit své zástupce v parlamentních volbách. Pokud počet odevzdaných hlasů na celostátní kandidátní listinu národnostní menšiny dosáhne na sníženou kvótu (22 202 hlasů ve volbách 2014), získá mandát poslance s hlasovacím právem. Pokud je počet hlasů nižší, tak kandidát na 1. místě menšinové kandidátky získá mandát tzv. menšinového přímluvčího (Nemzetiségi szószóló), který nedisponuje hlasovacím právem.
- 7. volební období (2014 - 2018): János Fuzik, 1. slovenský menšinový mluvčí[3]
- 8. volební období (2018 - 2022): Antal Paulik, 2. slovenský menšinový mluvčí

## Volební výsledky
| Volby | Počet registrovaných voličů | Počet hlasů | Poměr hlasů (%) | Snížená kvóta | Počet mandátů | Poměr mandátů (%) | Pozice v parlamentu | Volební lídr (1.) |
| ----- | --------------------------- | ----------- | --------------- | ------------- | ------------- | ----------------- | ------------------- | ----------------- |
| 2014  | 1 317                       | 995         | 0,02            | 22 022        | 0             | —                 | menšinový přímluvčí | János Fuzik       |
| 2018  | 1 675                       | 1245        | 0,02            | 23 829        | 0             | —                 | menšinový přímluvčí | Antal Paulik      |